# Shams al-Baroudi
Shams al-Muluk Gamil al-Baroudi (en árabe: شمس الملوك جميل البارودي‎) es una actriz egipcia retirada, quien estuvo activa en las películas egipcias y también en el cine libanés durante la década de 1960 y 1970. Lisa Anderson, del diario Chicago Tribune, la describió como "una de las más bellas y glamorosas actrices de Egipto".

## Carrera

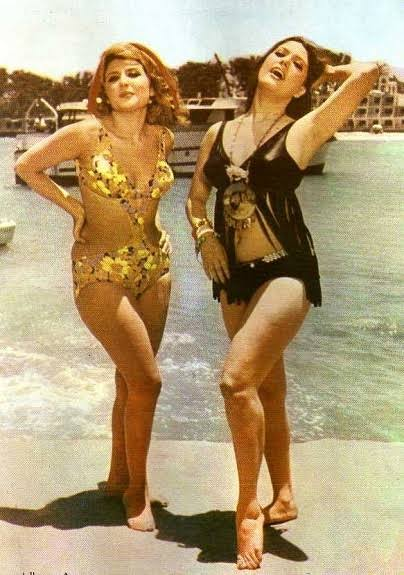
Shams El Baroudi junto a Soheir Ramzi.

Nacida de un padre egipcio y una madre siria, al-Baroudi estudió en el Instituto Superior de arte dramático en el Cairo por dos años y medio e hizo su debut en el cine con la comedia Marido Contratado ( زوج بالإيجار) del director Ismail Yassin en 1961. Después de una prolífica carrera en la década de 1960, fue objeto de atención con papeles "transgresores" en la década de 1970. Después de su matrimonio con un compañero actor, Hassan Youssef en 1972, la pareja comenzó a trabajar en cooperación hasta que al-Baroudi decidió después del Umrah de 1982 dejar el cine y utilizar el hiyab. En ese momento Youssef todavía estaba filmando Dos en la Carretera (اثنين على الطريق) y después del inesperado retiro de su esposa, la película sólo pudo ser completada y publicada hasta 1984.

## Después del retiro
En 2001 Nourah Abdul Aziz Al-Khereiji del Arab News entrevistó a al-Baroudi en el Festival Al-Madinah 2001. Al-Baroudi describe que su época en la actuación fue como "el tiempo de la ignorancia", nombre que los musulmanes usan para referirse a la época preislámica. A partir de 2004 llevaba un velo integral y sus únicas apariciones en televisión fueron en canales religiosos vía satélite. Para el 2008 dejó de usar el niqab que había utilizado por 22 años y empezó a llevar únicamente el velo.
Lisa Anderson utiliza a al-Baroudi como un ejemplo del aumento en el conservadurismo social de la sociedad egipcia.

## Vida personal
Al-Baroudi estuvo casada con el príncipe Khalid bin Saud de Arabia en 1969, divorciandose después de 13 meses. Desde 1972, está casada con el actor Hassan Youssef. Uno de sus hijos, Omar H. Youssef también es actor.

## Filmografía
- El placer y el sufrimiento ("al-Mutât wal-Âzab", alrededor de 1971)[7]
- Casa de Baños Malatily ("Ĥamam al-Malaṯily", 1973)[7]
- Una Mujer Con una Mala Reputación[1] ("Emraa Sayyeat Assomaa", 1973)